# Station Kambo
Station Kambo is een spoorwegstation in  Kambo in de gemeente Moss in fylke Viken in Noorwegen. Kambo werd geopend in  1882. Honderd jaar later is het station ingrijpend verbouwd. Het ligt aan de westelijke tak van Østfoldbanen. Kambo wordt  bediend door lijn L21 die loopt tussen Skøyen en Moss